# Ophioglossum opacum
Ophioglossum opacum är en låsbräkenväxtart som beskrevs av Robert Brown. Ophioglossum opacum ingår i släktet ormtungor, och familjen låsbräkenväxter. Inga underarter finns listade i Catalogue of Life.